# Will Forte

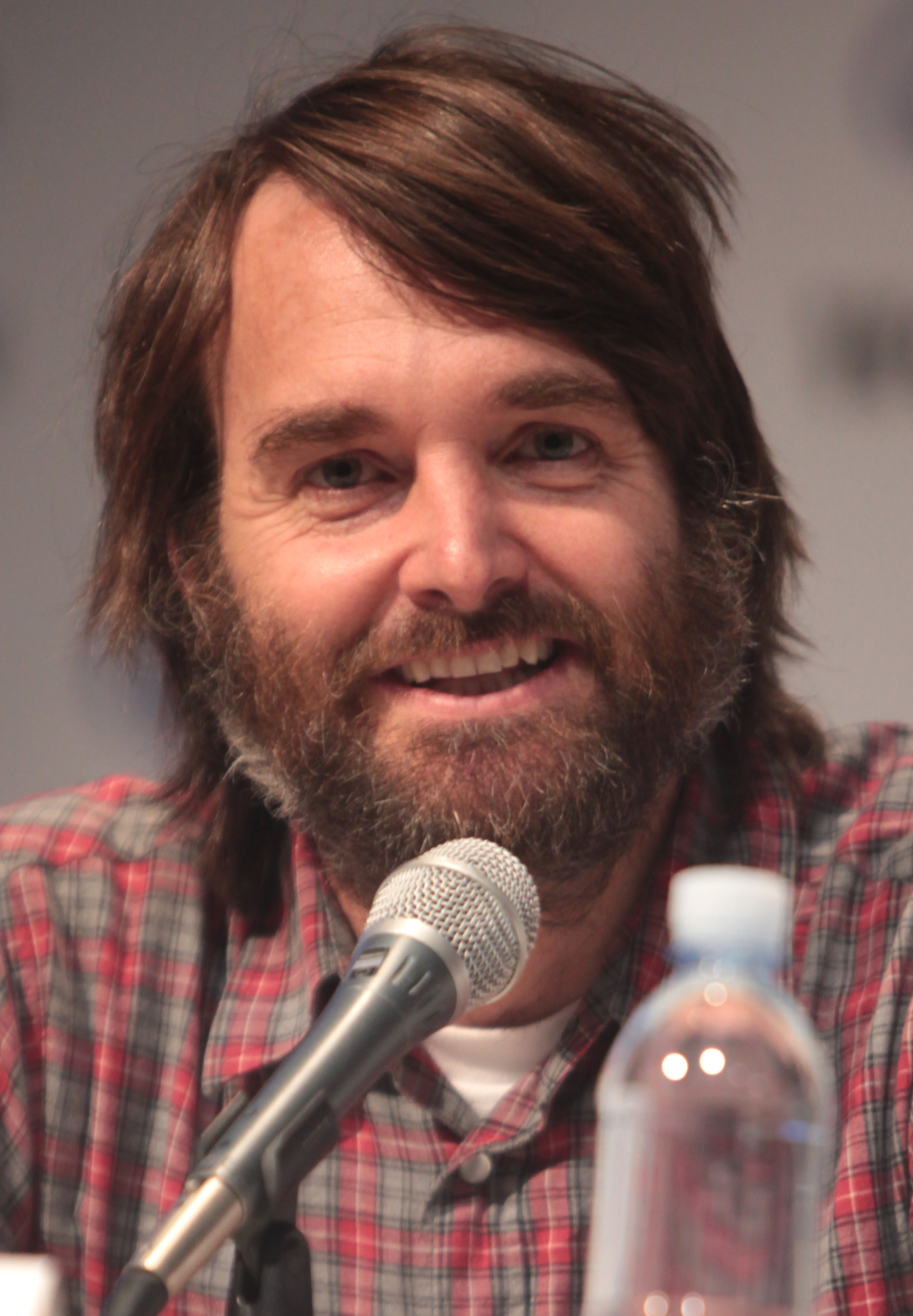
Will Forte i april 2015.

Orville Willis Forte IV, mer känd som Will Forte, född 17 juni 1970 i Alameda County, Kalifornien, är en amerikansk komiker och skådespelare. 
Forte är främst känd för att ha medverkat i Saturday Night Live där han var en av de fasta medlemmarna från 2002 till 2010. Hans mest kända roll i serien är MacGruber, en parodi på tv-karaktären MacGyver. Karaktären blev så populär att den 2010 blev en spinoff i form av långfilmen MacGruber.
Will Forte har även spelat i flera långfilmer till exempel Beerfest (2006), Baby Mama (2008) och Det regnar köttbullar (2009). Mellan 2015 och 2018 spelade han huvudrollen i humorserien The Last Man on Earth.
Forte inledde ett förhållande med Olivia Modling 2018. Paret gifte sig 2021 och har två döttrar födda 2021 respektive 2023.

## Filmografi
- 2002–2010 – Saturday Night Live (TV-serie)
- 2004 – Jorden runt på 80 dagar
- 2006 – Beerfest
- 2007–2010 – 30 Rock (TV-serie)
- 2007 – The Brothers Solomon (även manus)
- 2008 – Baby Mama
- 2008–2010 – How I met your mother (TV-serie)
- 2009 – The Slammin' Salmon
- 2009 – Brief Interviews with Hideous Men
- 2009 – Det regnar köttbullar (röst)
- 2010 – MacGruber (även manus)
- 2011 – A Good Old Fashioned Orgy
- 2012 – Lab Rats (TV-serie)
- 2012 – Tim and Eric's Billion Dollar Movie
- 2012 – Rock of Ages
- 2012 – That's My Boy
- 2012 – Grannpatrullen
- 2012 – The Immigrant
- 2013 – Grown Ups 2
- 2013 – Run and Jump
- 2013 – Nebraska
- 2015–2018 – The Last Man on Earth (TV-serie)
- 2016 – Keanu
- 2023 – Strays
- 2024 – Bodkin (TV-serie)
- 2025 – Kinda Pregnant
- 2025 – The Four Seasons (TV-serie)
- 2025 – Haunted Hotel (TV-serie)